# NS-Baureihe ICM
Die ICM (Intercitymaterieel) der NS sind elektrische Triebzüge aus den Jahren 1977 bis 1994 für den Intercity-Verkehr. Mit insgesamt 144 gebauten Einheiten stellt sie bis heute das Rückgrat des Schnellverkehrs innerhalb der Niederlande dar.
Volkstümlich wurden sie wegen der Wagenübergänge an den Führerstandsenden Koploper (wörtlich «Kopfläufer») genannt. Die Führerstände befinden sich in Panoramakanzeln über dem Übergang, was diesen Wagen ein sehr bulliges Aussehen verleiht. Bis 2005 war es möglich, während der Fahrt von einem Zugteil in den anderen zu wechseln.

## Geschichte
Entwickelt wurden die ICM im Rahmen des «Plans Z» zur Modernisierung des Rollmaterials der NS. Talbot in Aachen produzierte 1977 sieben Prototypen eines dreiteiligen Triebzuges für den schnellen und komfortablen Intercity-Verkehr. Zuerst kamen sie auf der Relation Eindhoven–Venlo zum Einsatz, danach fuhren sie auch zwischen Amsterdam und Nijmegen. Nachträglich erhielten sie die Bezeichnung ICM-0. 2003 wurden sie z-gestellt.
1983 begann die Serienfertigung des jetzt als ICM-1 bezeichneten Typs. Gegenüber den Prototypen wiesen die Einheiten zahlreiche Verbesserungen (z. B. eine verbesserte Belüftung der Fahrgasträume) auf. Ab der Einheit 4051 wurden Choppersteuerungen eingebaut und die Typenbezeichnung änderte sich auf ICM-2.
Ab 1990 wurden die (bisher dreiteiligen) ICM mit vier Wagen (Serien ICM-3 und ICM-4) und Magnetschienenbremsen ausgeliefert.

## Modernisierung
Ab November 2006 wurde die Intercity-Ausrüstung der dreiteiligen Züge (Serie 4011–4097) modernisiert. Im April 2007 wurde der erste Triebzug von NedTrain Betriebswerk Haarlem geliefert und in den normalen Regeldienst aufgenommen. Um sie von den noch nicht modernisierten Triebzügen zu unterscheiden, werden die modernisierten Triebzüge als ICMm bezeichnet. Diese Züge wurden komplett saniert und bieten etwa 13 % mehr Sitzplätze. Darüber hinaus unterscheidet sich die erste von der zweiten Klasse klarer: Die erste Klasse hat rote Sitze, die zweite Klasse blau, wie bei anderen modernisierten Fahrzeugen und neu gebauten Fahrzeugen aus dem Jahr 2006. Darüber hinaus sind die ICMm mit zusätzlichen Einrichtungen wie einer Rollstuhl-Toilette, einer Klimaanlage, Fahrgast-Informations-Displays, einer digitalen Zugzielanzeige und einem statischen Wandler anstelle des bisherigen Motorgenerators ausgestattet. Die Modernisierung der dreiteiligen Triebzüge kostete 190 Millionen Euro.
Äußerlich sichtbares Merkmal der Modernisierung sind die an den Enden abgerundeten blauen Seitenstreifen. Die Fenster können nicht mehr geöffnet werden. Die Nummern der Einheiten wurden auf den Bahnräumern angebracht, um sie weniger anfällig für Graffiti zu machen. Der Name „Koploper“ ist verschwunden.
Die Wagenübergänge an den Endwagen wurden bei dieser Revision bei allen Zügen entfernt, die beiden Kopftüren wurden durch eine geschlossene Kunststoffplatte ersetzt. Die noch nicht modernisierten ICM-IV 4206 und 4248 hatten bei der Reparatur von Unfallschäden an einer der Kopftüren eine solche Platte erhalten, da die Türen bei Kollisionen beschädigt worden waren. Die Gesamtmasse eines Triebzuges verringert sich um etwa 1000 Kilogramm, wenn beide Wagenübergänge durch Kunststoffabdeckplatten ersetzt werden. Dies wirkt sich positiv auf den Energieverbrauch und damit die CO2-Emissionen aus.
Dass die Anzahl der Toiletten halbiert wurde, stieß unter anderem bei Menschen mit Darmerkrankungen und Eltern mit Kindern auf Kritik. Die NS reagierte auf diese Beschwerden nicht.
Der Triebzug 4011 war der erste, der im November 2006 modernisiert wurde und am 16. April 2007 nach Tests in der Klimakammer in Wien sowie einer Reihe von Testfahrten, Kontrollen und Anweisungen an das Personal in Betrieb genommen wurde. Am ersten Betriebstag wurde diese Einheit auf der Intercity-Linie 1500 (Amsterdam – Amersfoort – Deventer) eingesetzt. Die nächste Einheit 4012 wurde erst im Mai 2007 fertiggestellt und bildete nicht wie geplant zusammen mit der Einheit 4011 einen vollständig modernisierten Zug.
Aufgrund technischer Mängel fuhren die ersten fünf überholten Triebzüge normalerweise auf der Linie 1500. Da diese technischen Mängel behoben wurden, sind die Fahrzeuge nicht mehr in einem festen Umlauf eingeteilt. Sie verkehren hauptsächlich auf den Strecken Amsterdam – Amersfoort, Den Haag – Groningen, Den Haag – Enschede, Schiphol – Groningen, Schiphol – Leeuwarden, Schiphol – Enschede, Rotterdam – Deventer und Rotterdam – Leeuwarden.
Der Umbau der dreiteiligen Koplopers (der Serie 40xx) dauerte bis zum 2. Quartal 2010. Der Triebzug 4205 war als erster vierteiliger Triebzug am 22. Februar 2009 in der Werkstatt von Haarlem zur Modernisierung und ging Anfang Januar wieder in Betrieb. Danach diente der 4203 als zweiter Triebzug, der erste waren die Möglichkeiten für drahtloses Internet und aktuelle Reiseinformationen (OBIS-System). Im Februar 2010 wurde mit dem Serienumbau der vierteiligen Triebzüge begonnen. Auffallend war, dass die Paare nicht mehr in numerischer Reihenfolge zur Revision eingeladen wurden. Der letzte ICMm (4240) wurde am 6. Oktober 2011 ausgeliefert.
Anfang 2012 begann NedTrain mit dem Austausch der Sitzbezüge in der 2. Klasse. Diese erwiesen sich als schwierig sauber zu halten und wurden durch kunststoffähnliche Sitzbezüge ersetzt.

## Einsatz
Eingesetzt werden die ICMs primär als Intercity-Züge auf verschiedenen Relationen in den ganzen Niederlanden, seltener als sprinter (Regionalzug) in der Hauptverkehrszeit und sogar im Nachtverkehr zwischen Utrecht und Rotterdam. Haupteinsatzgebiet sind die Intercity-Züge zwischen Groningen, Leeuwarden und Enschede einerseits sowie Schiphol, Den Haag und Rotterdam andererseits. In Zwolle und Utrecht werden diese Zugläufe geflügelt bzw. vereinigt bis Ende 2012.

## Galerie

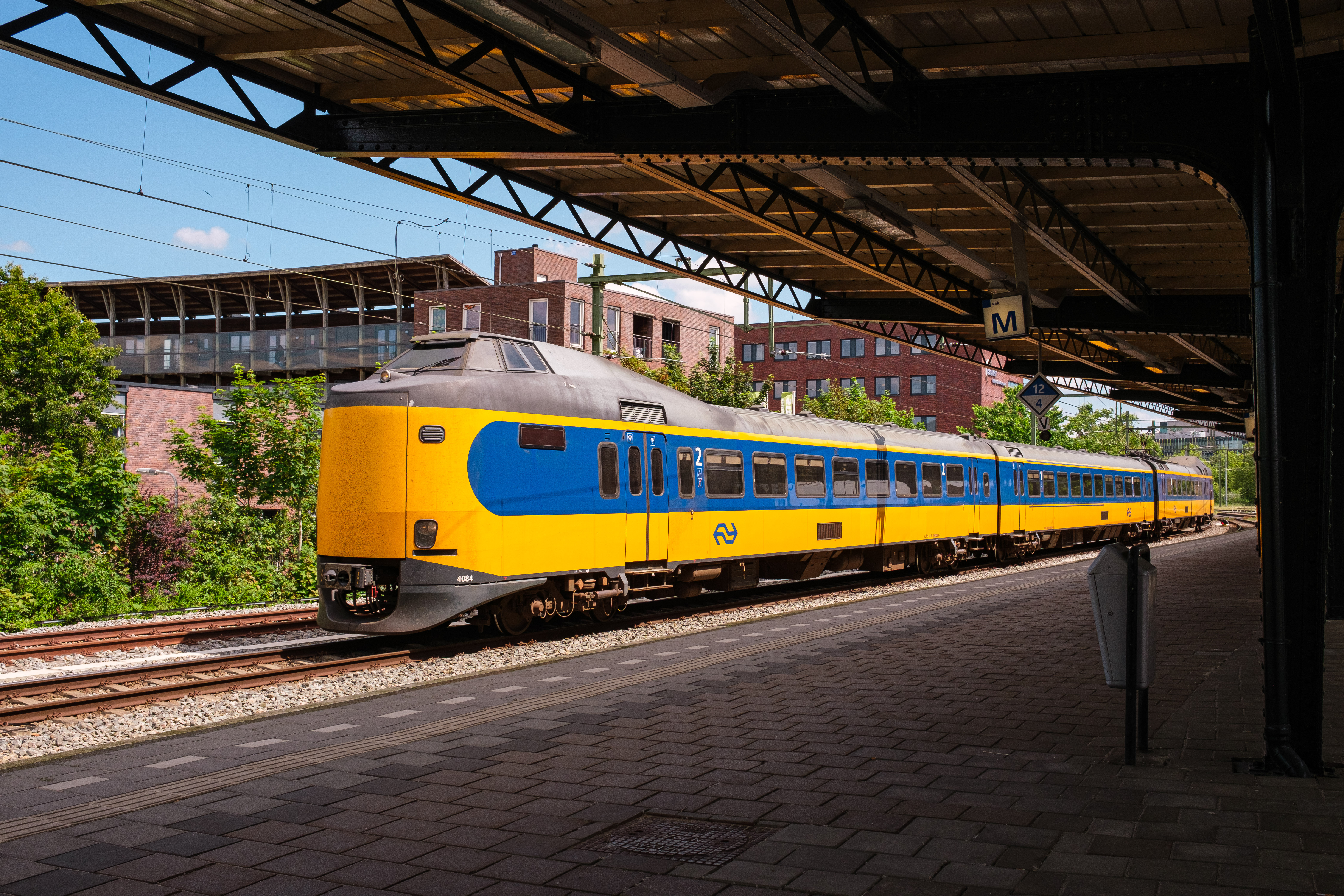
Koploper beim Rangieren in Deventer
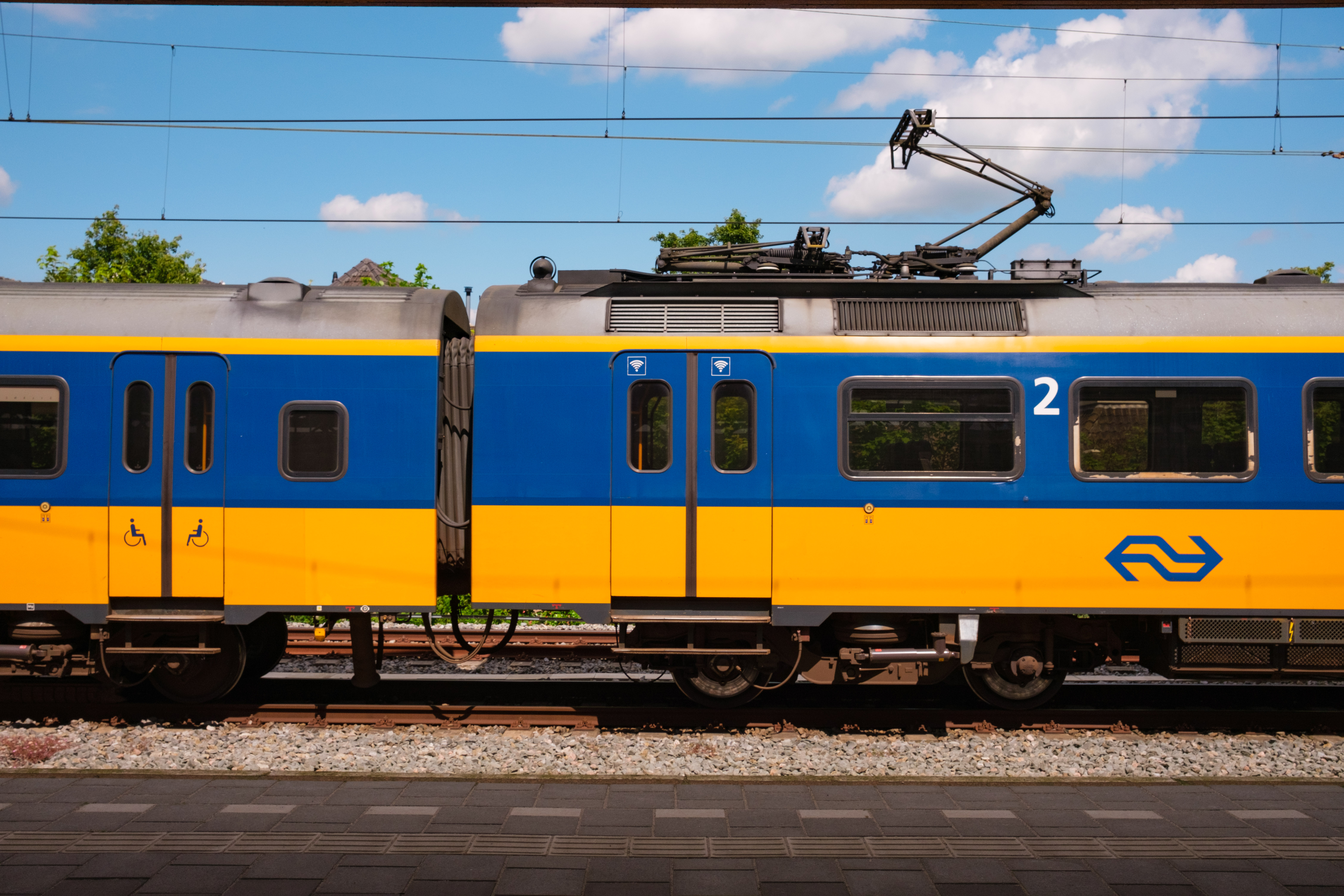
Blick auf den Stromabnehmer und einen Wagenübergang
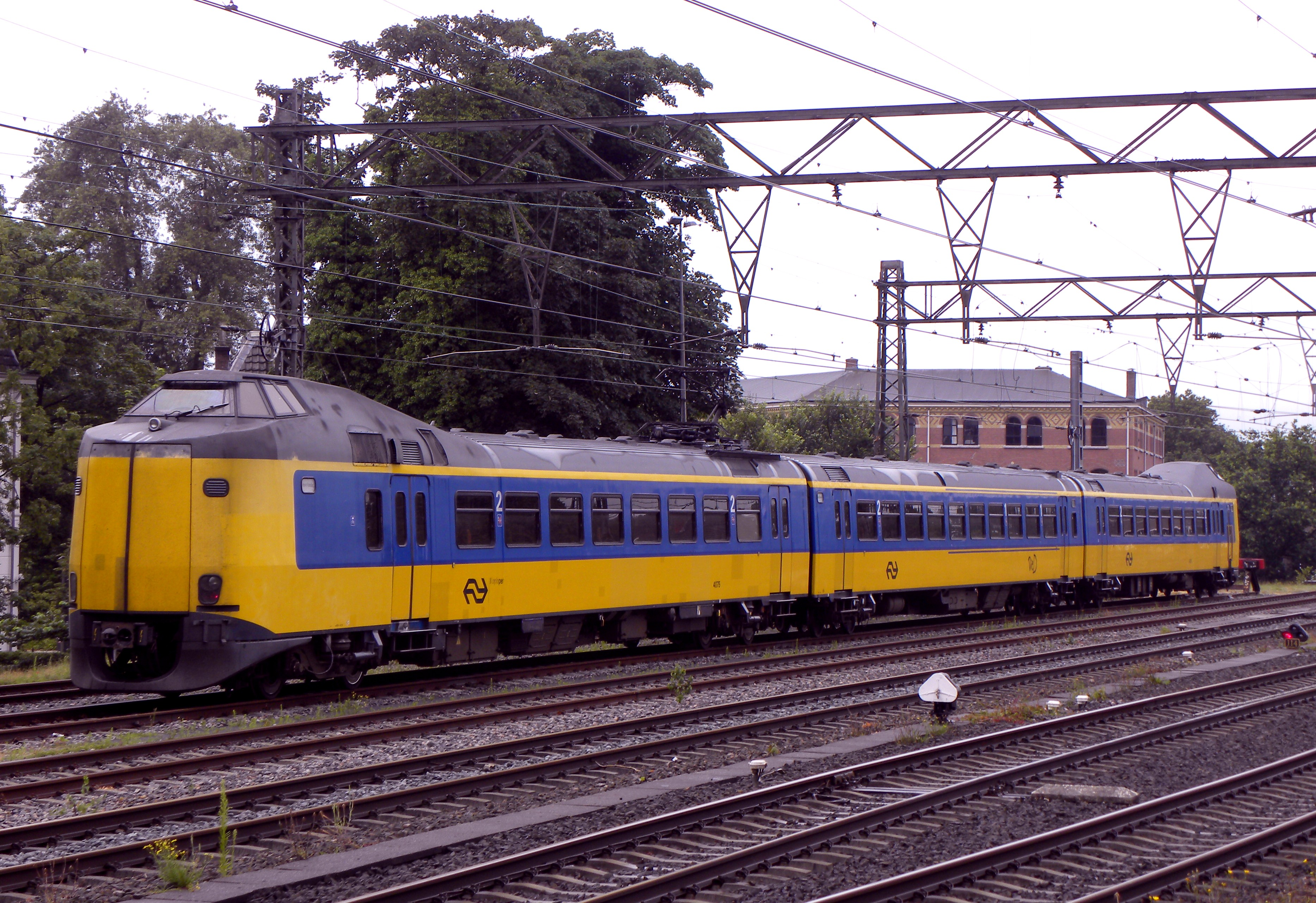
Nicht modernisierte, dreiteilige Einheit
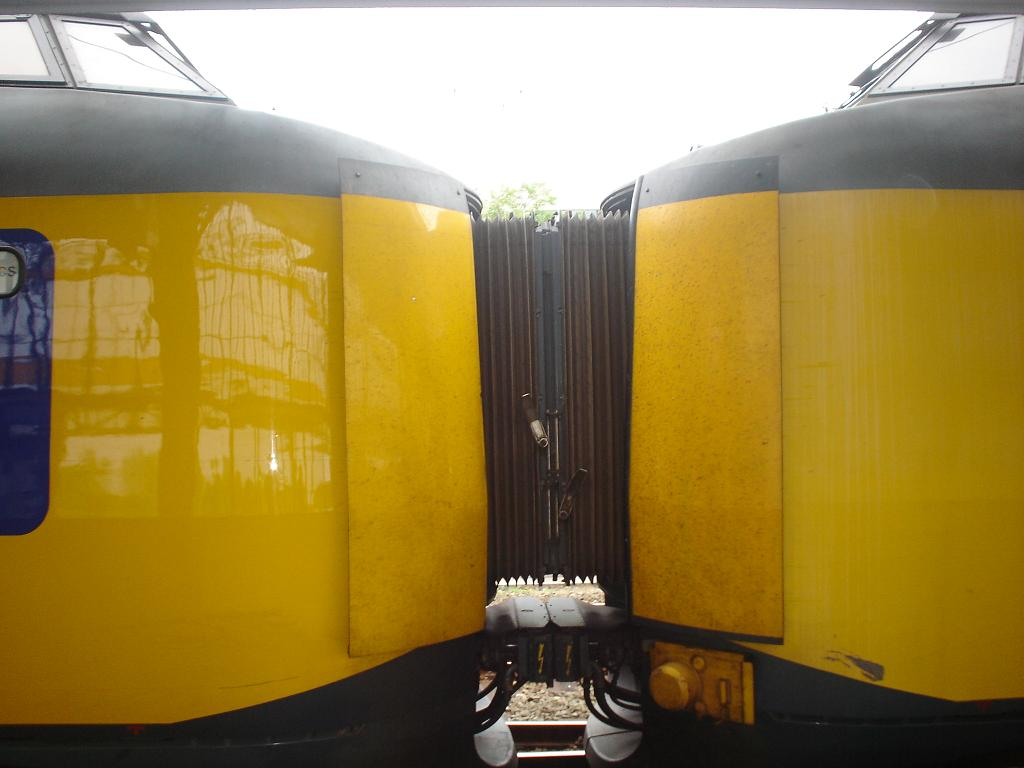
Wagenübergang zwischen Endwagen, bis 2005 in Betrieb
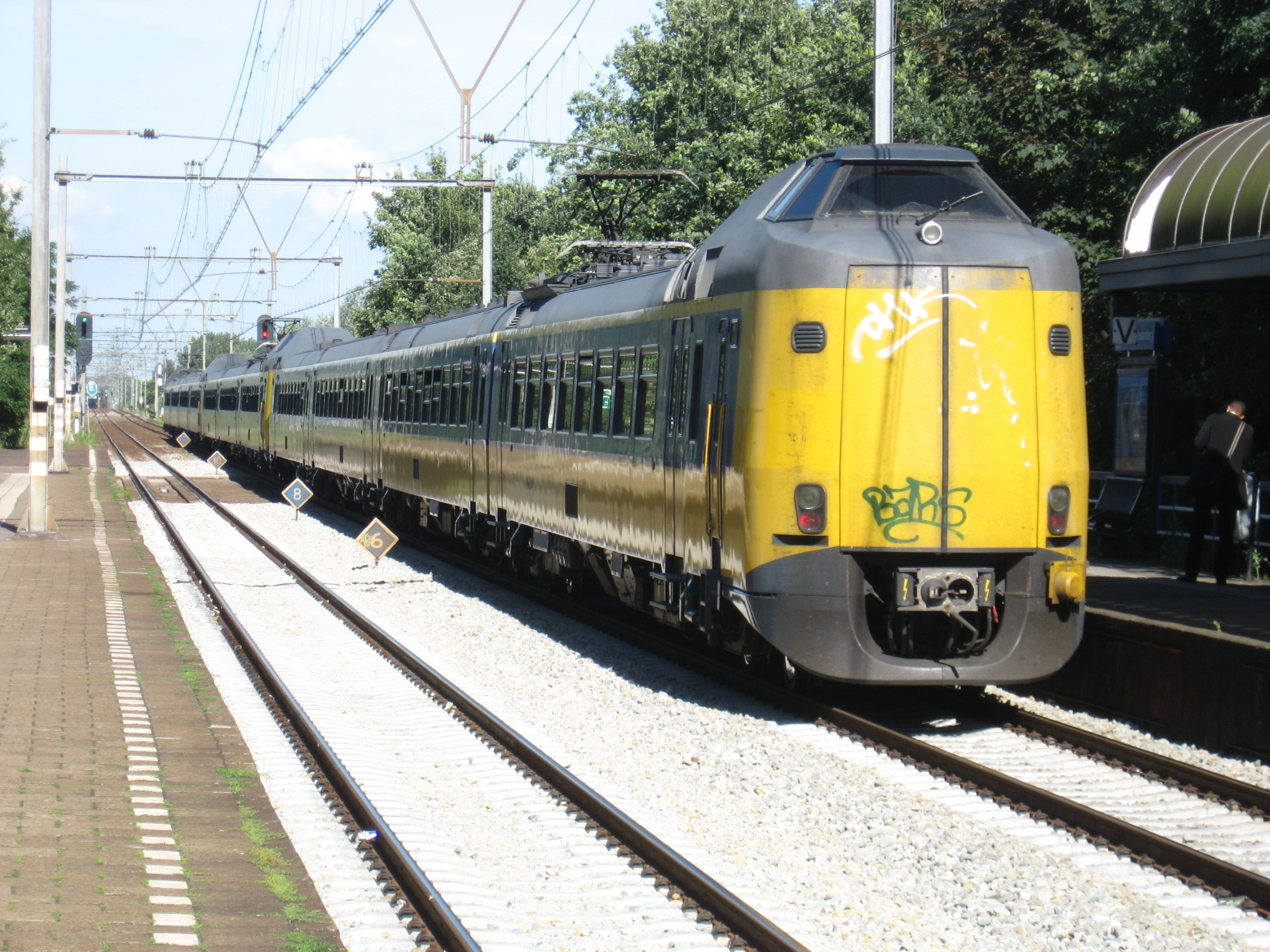
Unmodernisierter Koploper im Jahr 2008 im Bahnhof Rotterdam Alexander
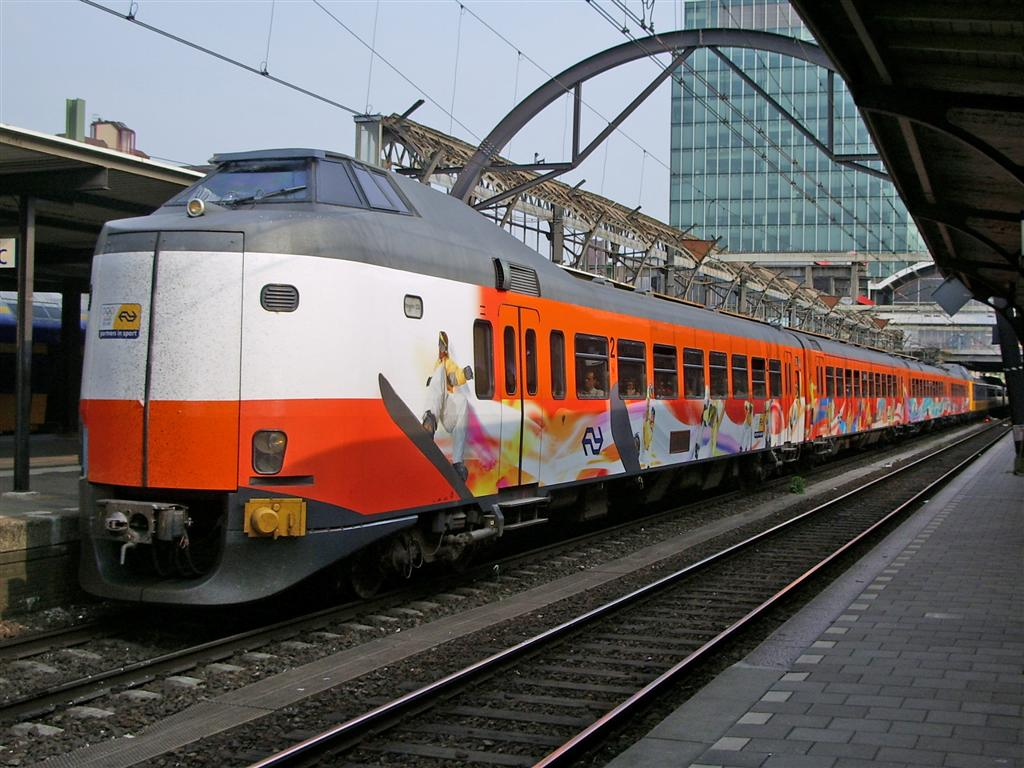
Ein Vierteiler mit Vollwerbung für die Zusammenarbeit zwischen NS und dem Niederländischen Olympischen Komitee
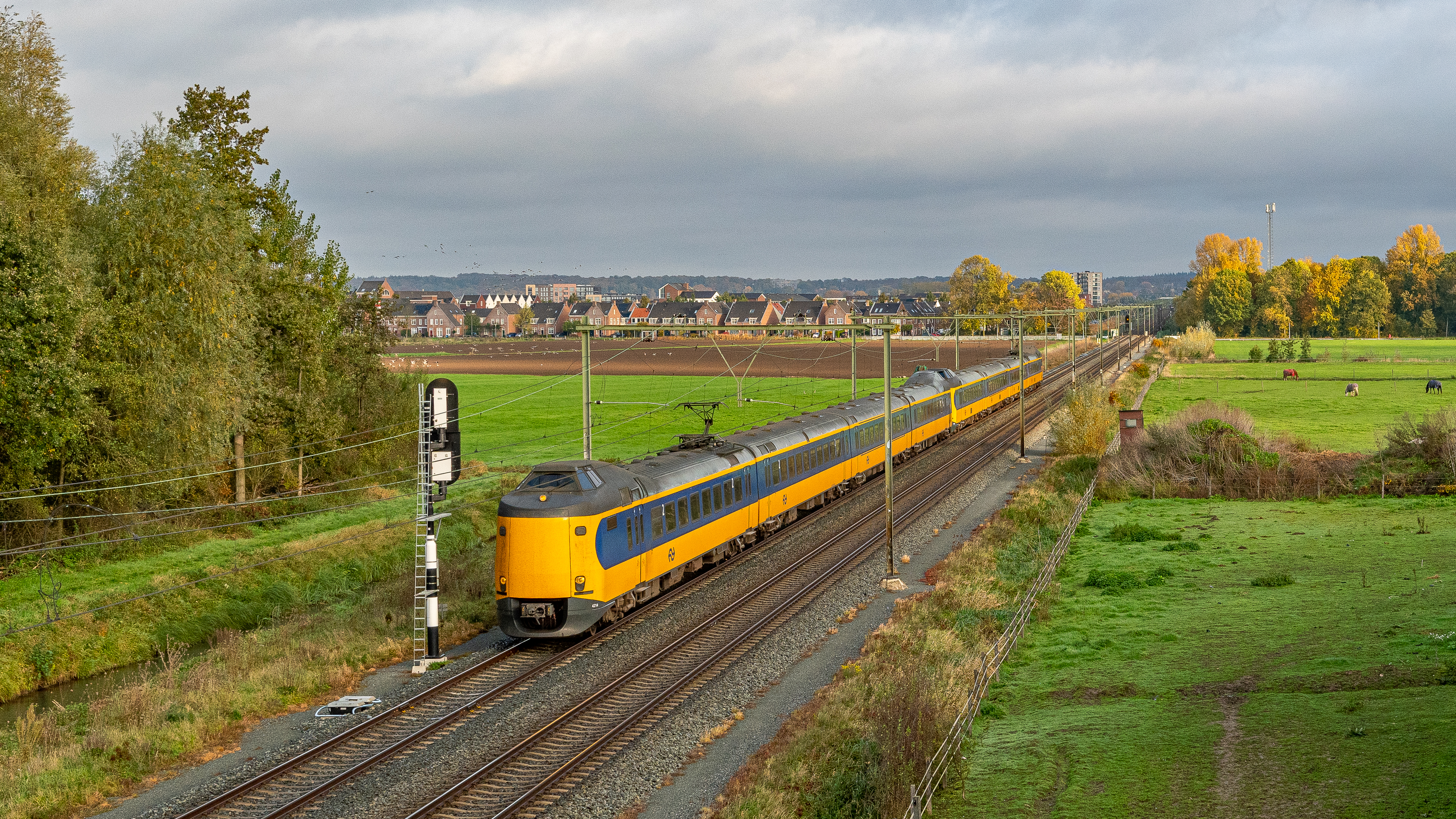
Doppeltraktion von zwei vierteiligen Zügen
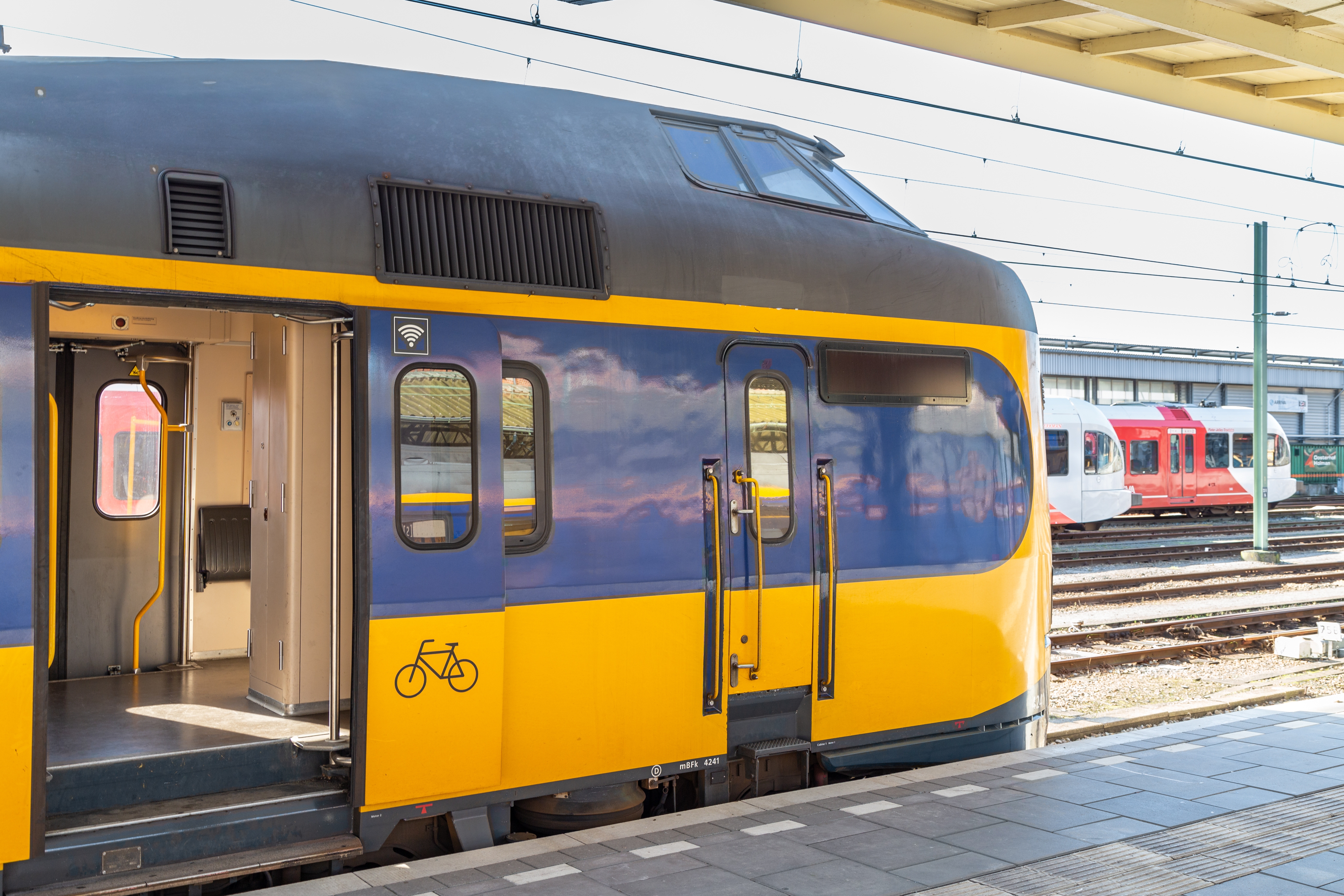
Frontpartie mit Einstiegstür
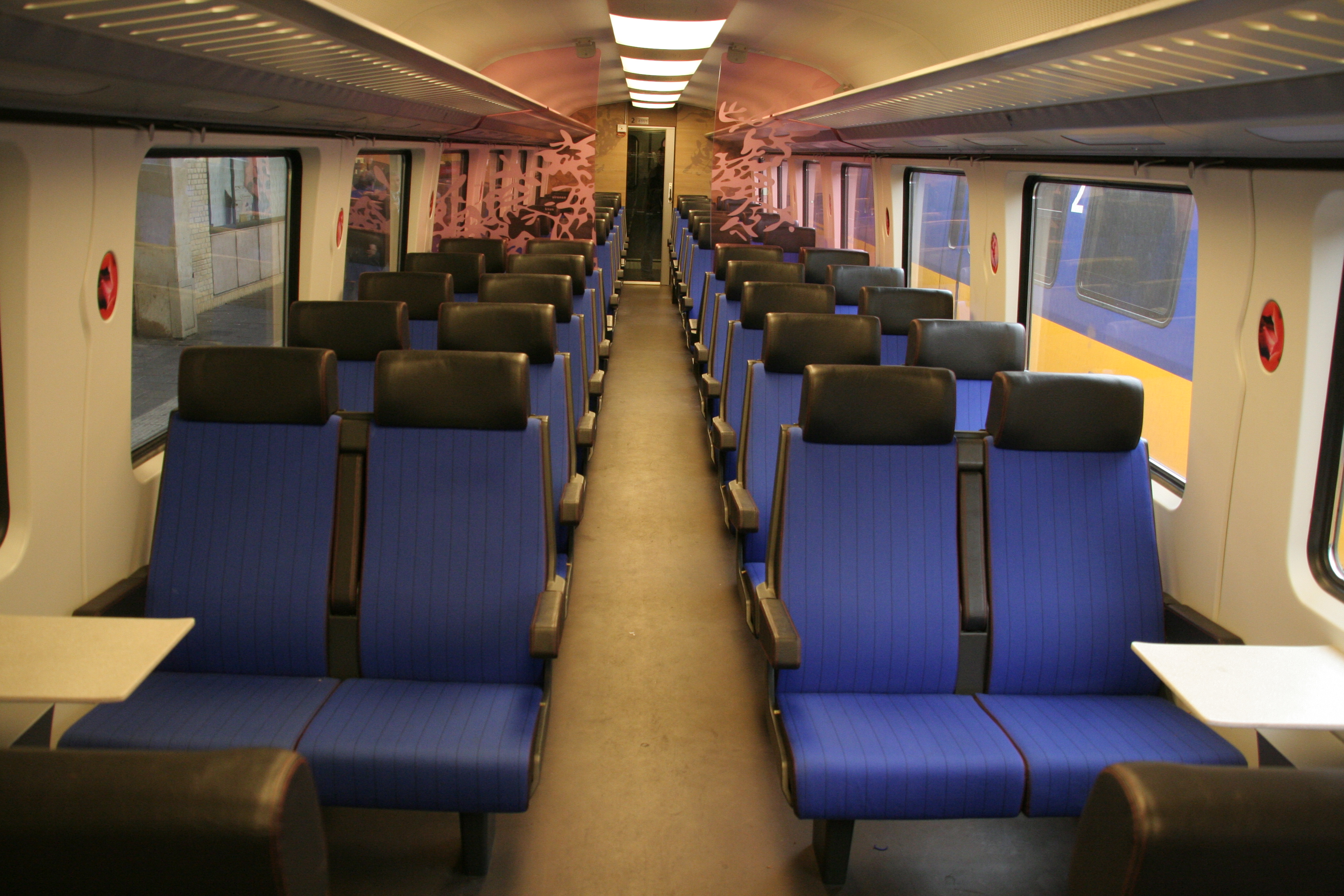
Interieur 2. Klasse
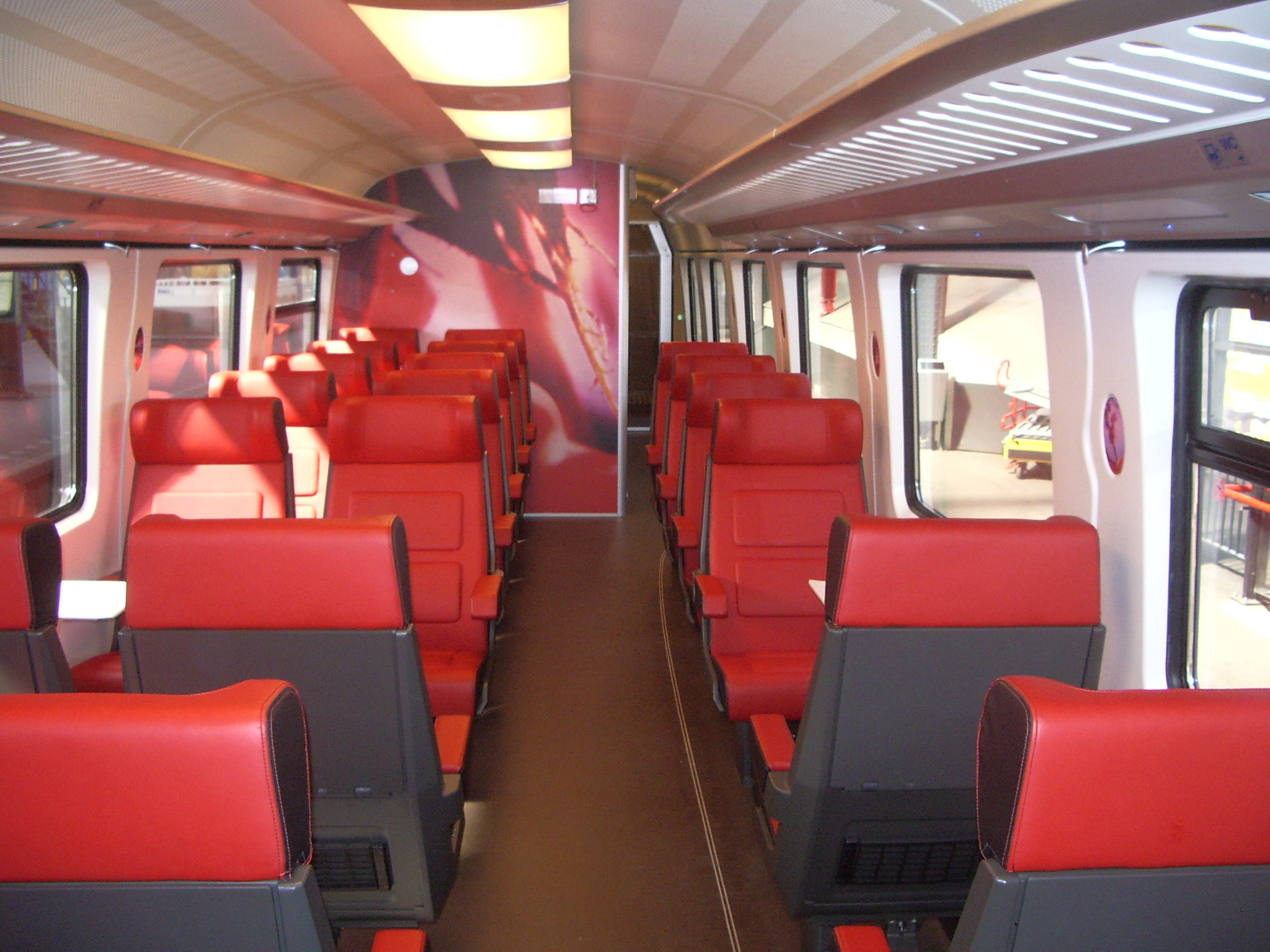
Interieur 1. Klasse
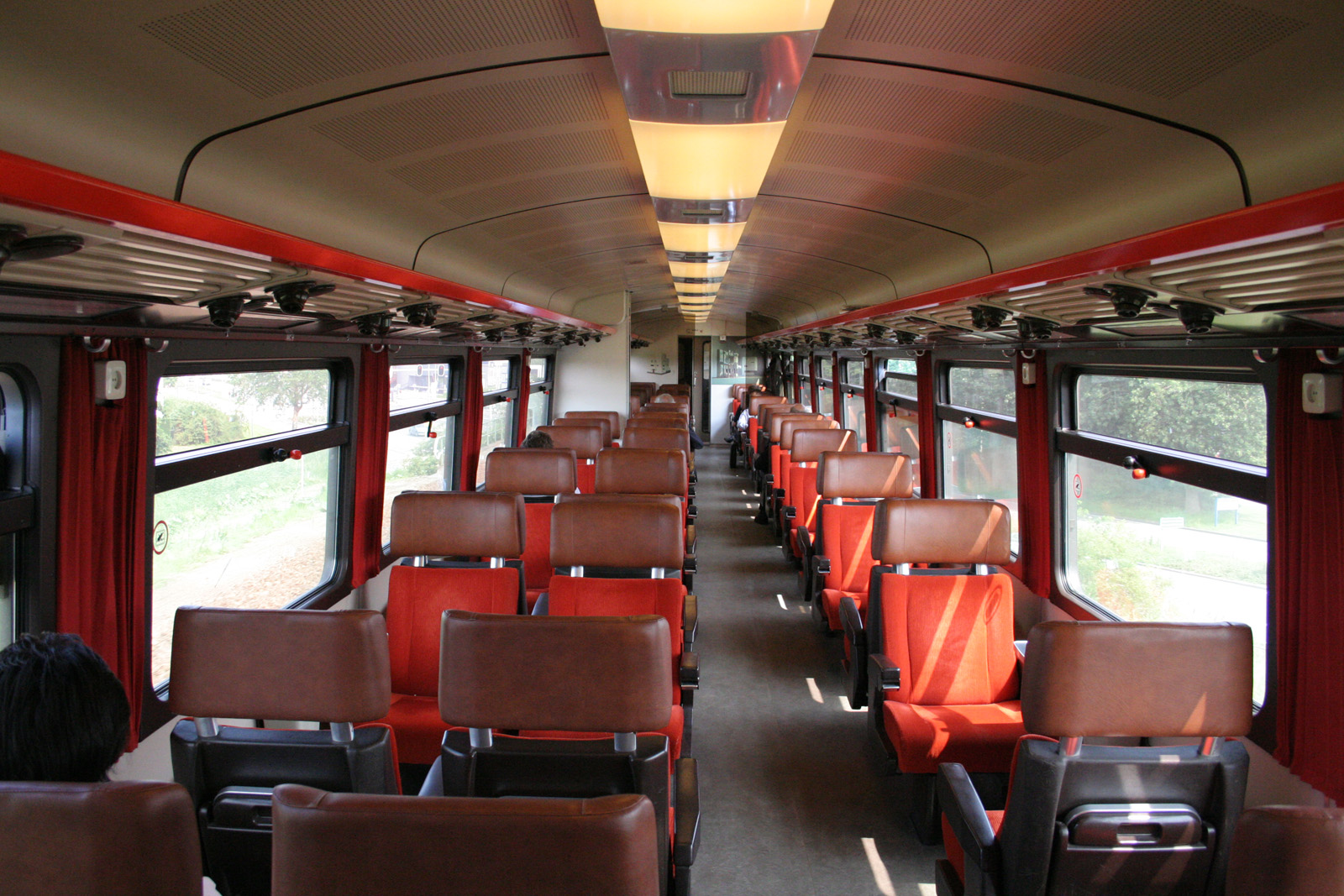
Interieur 1. Klasse vor der Modernisierung
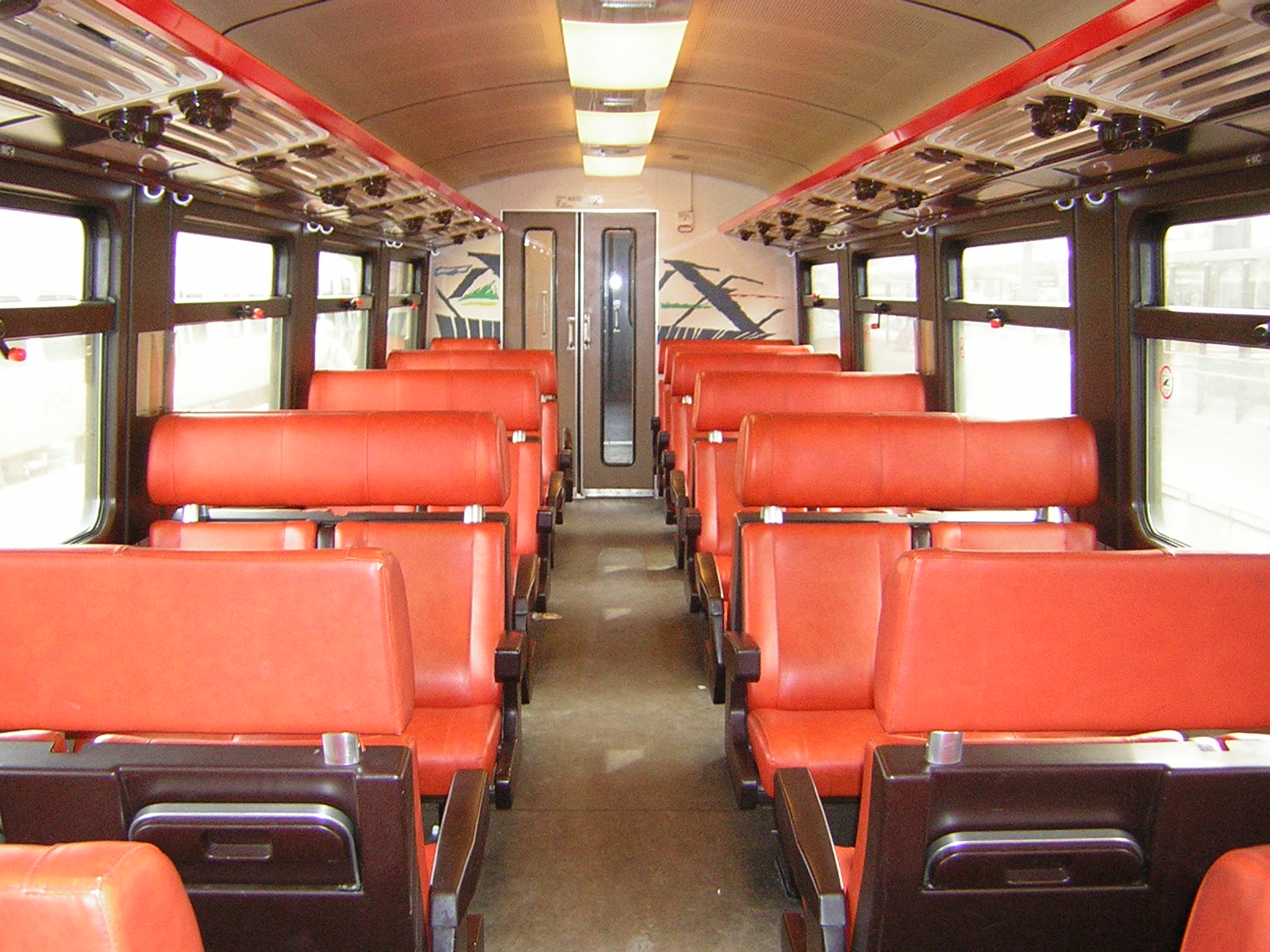
Interieur 2. Klasse vor der Modernisierung